# Estaleiros São Jacinto

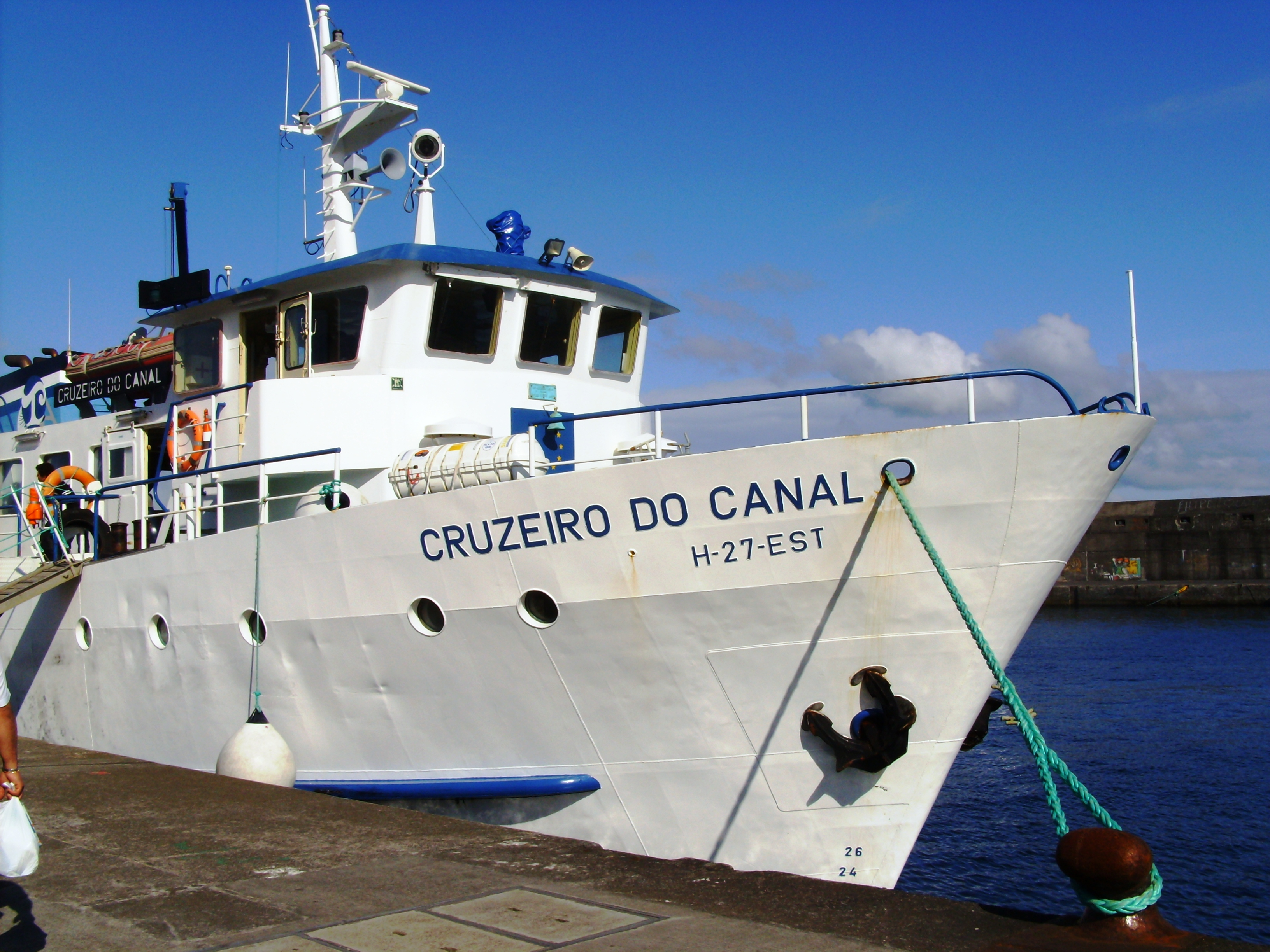
Die von Estaleiros São Jacinto gebaute Cruzeiro do Canal 2010

Die Estaleiros São Jacinto war eine Werft in São Jacinto, die von 1940 bis etwa 2007 bestand und zeitweise eine führende Rolle bei der Entwicklung des Schiffbaus in Portugal spielte. Sie baute Trawler, Schlepper, Baggerschiffe sowie kleine Frachtschiffe, Tanker und Fährschiffe.

## Geschichte

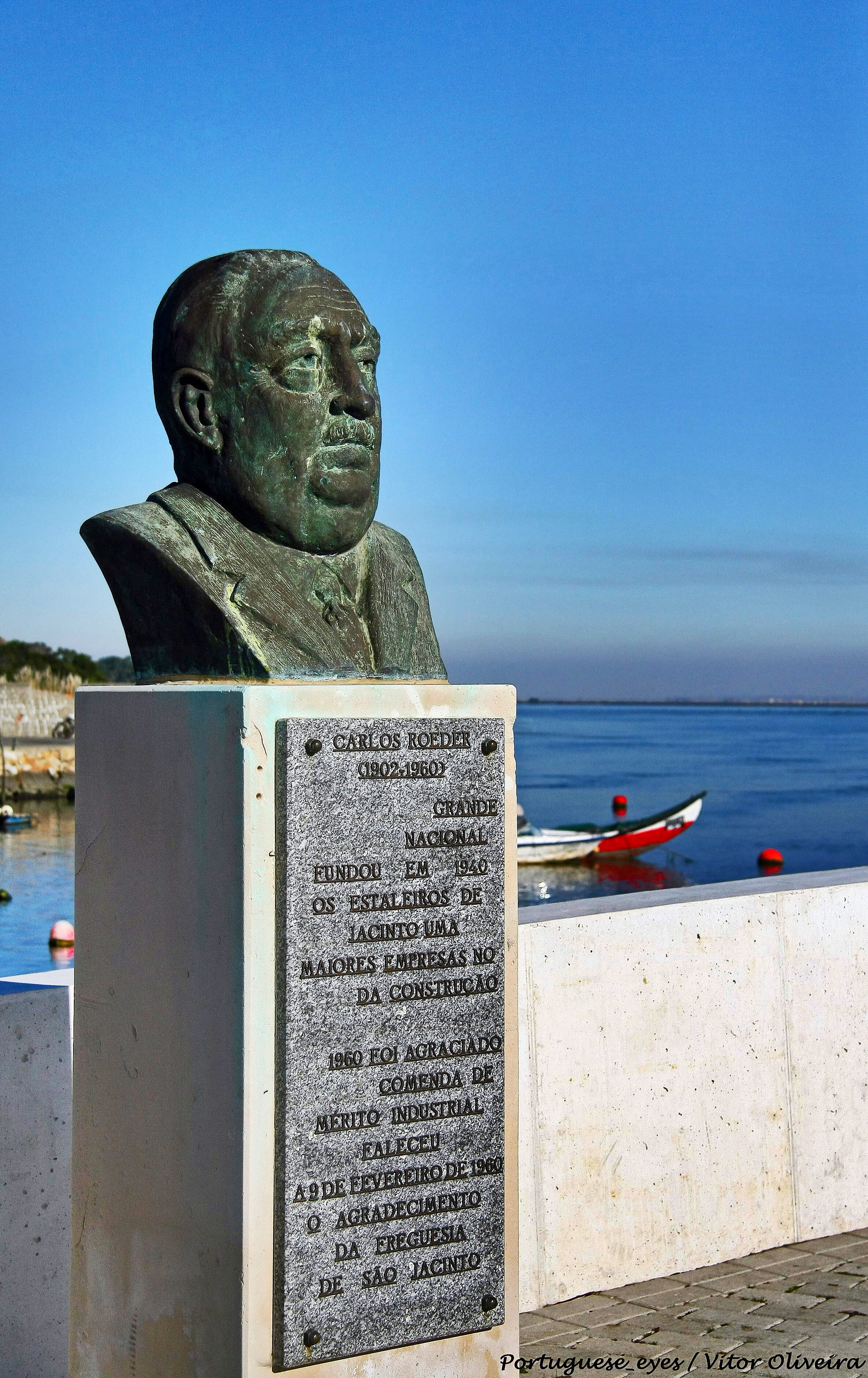
Büste von Carlos Roeder in São Jacinto

### Vorgeschichte
Der Gründer der Werft, Carlos Roeder (1902–1960), hatte nach seinem Ingenieurstudium in Lissabon und Deutschland zunächst Güldner-Dieselmotoren an die Fischereigesellschaft Empresa de Pesca de Aveiro verkauft und wurde darüber Partner in der Gesellschaft. Er überzeugte sie, von der Dory-Fischerei auf die Schleppnetzfischerei umzustellen, ließ dazu 1935/36 auf der Nakskov Skibsværft in Dänemark den ersten portugiesischen Groß-Trawler, die Santa Joana, bauen und kaufte wenig später als zweiten Trawler die ausgebrannte Spitzberg, die nach Reparatur in Aveiro als Santa Principesa in Dienst gestellt wurde. Aufgrund des perspektivischen Bedarfs an weiteren modernen Trawlern versuchte er, mit der Empresa de Pesca de Aveiro eine Werft zu gründen, doch die Fischereigesellschaft zeigte kein Interesse.

### Gründung und Aufbaujahre

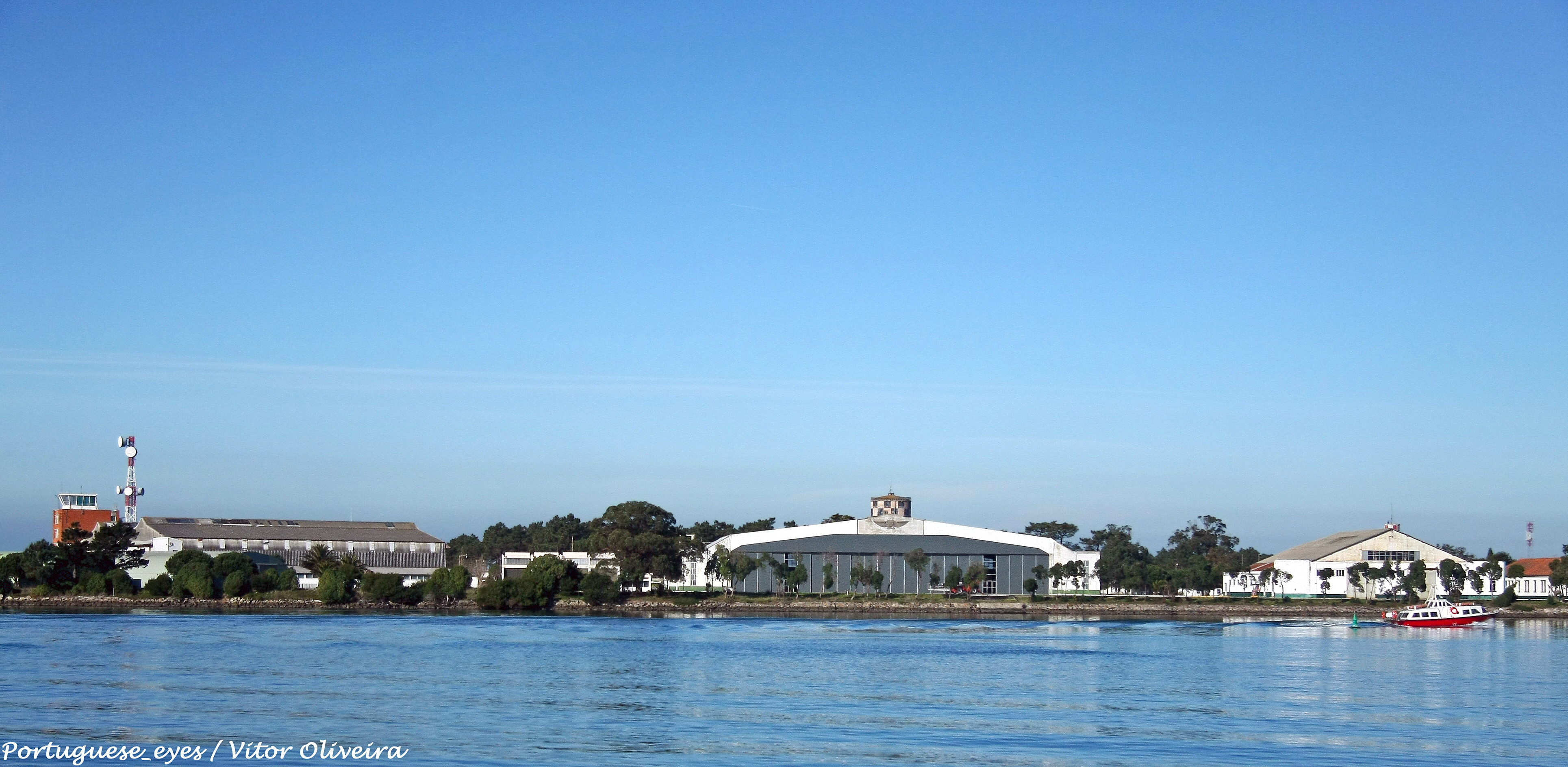
Frühere Marinefliegerschule in São Jacinto

Carlos Roeder ging daher daran, eine eigene Werft zu gründen. Etwas außerhalb von Aveiro fand er an der Lagune Ria de Aveiro ein geeignetes Gelände am Rande der Gemeinde São Jacinto, auf dem zuvor eine Düngemittelfabrik Fischreste verarbeitet hatte. Es umfasste 70.000 Quadratmeter Fläche, von der etwa 20.000 Quadratmeter bebaut waren. Mit Freunden und Mitarbeitern gründete er 1940 die Werft Estaleiros São Jacinto, deren Gründung von der Regierung unterstützt wurde. Diese förderte den heimischen Schiffbau, da sie die Entwicklung und Modernisierung der portugiesischen Flotte anstrebte. Beim Ausbau des Geländes erhielt die Werft drei Slipanlagen über 46,0 Meter, 65,5 Meter sowie 70,0 Meter Länge, die Schiffe bis zu 1600 Tonnen aufnehmen konnten. Für den Antrieb und die Stromerzeugung der Schiffe wurden Motoren von verschiedensten Herstellern wie MWM, MAN, Sulzer, Mirrlees, Fairbanks, MAK und anderen zugekauft.
Während des Zweiten Weltkrieges konnte die Werft aufgrund des Materialmangels keine Schiffe bauen. Stattdessen betätigte sie sich im Metall- und Maschinenbau. Als bekanntestes baute sie den Hangar der damaligen Marinefliegerschule in São Jacinto, der eine Spannweite von 60 Metern hatte und zwei Wasserflugzeuge aufnehmen konnte.

### Schiffsbau-Innovationen

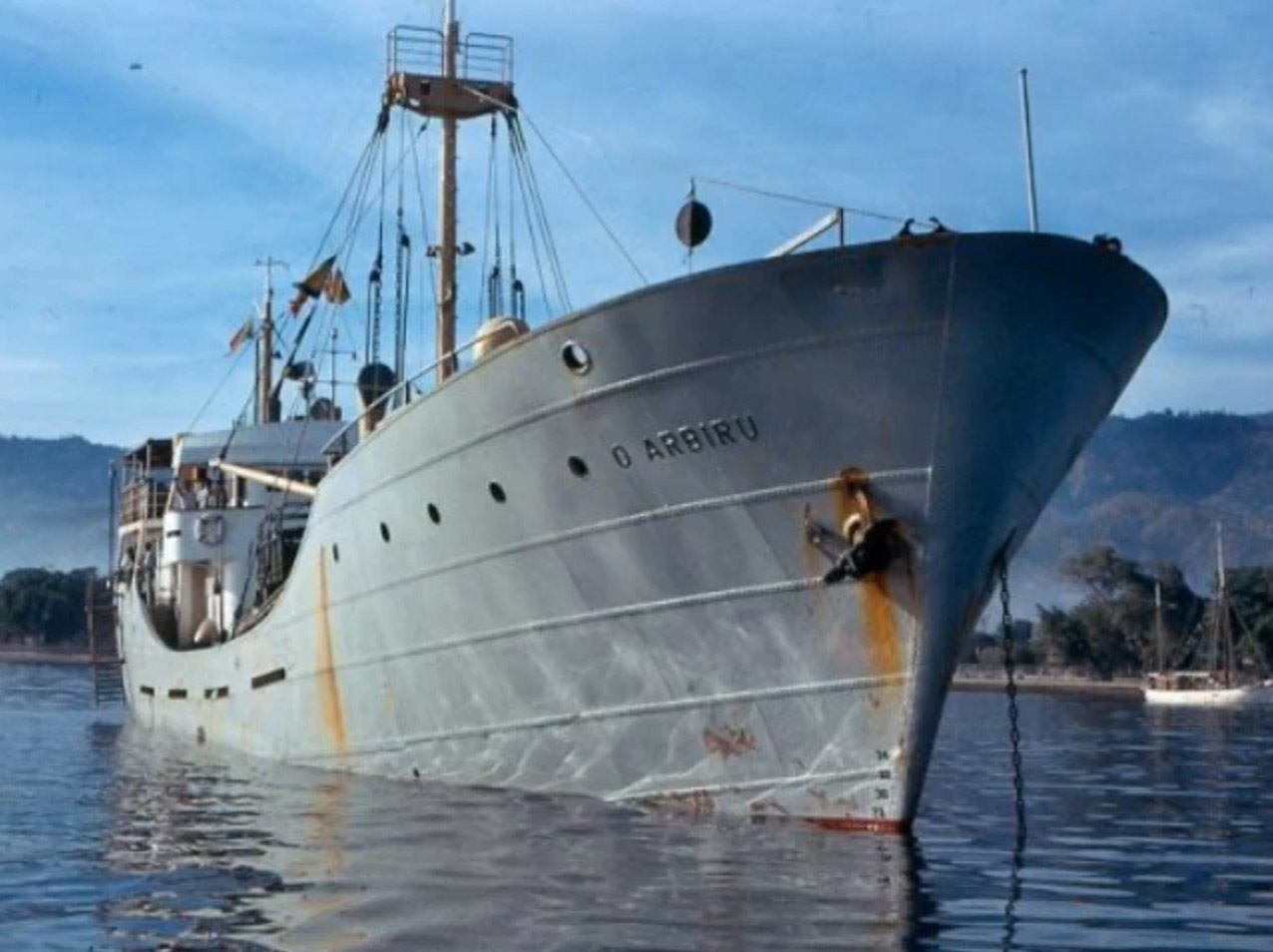
Das 1962 gebaute Frachtschiff O Arbiru

Die ersten Reparatur- und Umbauarbeiten fanden 1945 statt, als der lokale Trawler São Gonçalo von Dampfantrieb auf einen Dieselmotor umgerüstet wurde. Ein Jahr später folgte als erster Neubau das Küstenmotorschiff Caramulo für die Reederei Empresa de Navegação Continental aus Aveiro und 1947 das Schwesterschiff Nereus für die Reederei Bagão, Nunes & Machado aus Lissabon. 1951 folgte mit 1100 Tonnen Tragfähigkeit die Dione für die Reederei Empresa Continental de Navegação. Sie blieb für Jahre das größte Schiff der Werft. Diese Schiffe waren auch die ersten Schiffe, bei denen in Portugal das Elektroschweißverfahren angewendet wurde. Die Werft um Carlos Roeder führte in den folgenden Jahren weitere innovative Techniken im Schiffbau Portugals ein: 1951 wurde erstmals ein Schiff verlängert – zu dieser Zeit nicht nur in Portugal eine Neuheit. Dabei wurde der frühere Trawler und 1947 zum Frachtschiff umgebaute Rui Alberto der Reederei Ribamar aus Aveiro um gut 6 Meter verlängert. Das Hauptgeschäft der Reederei bestand jedoch weiterhin aus der Überholung und Reparatur der lokalen Fischereifahrzeuge.

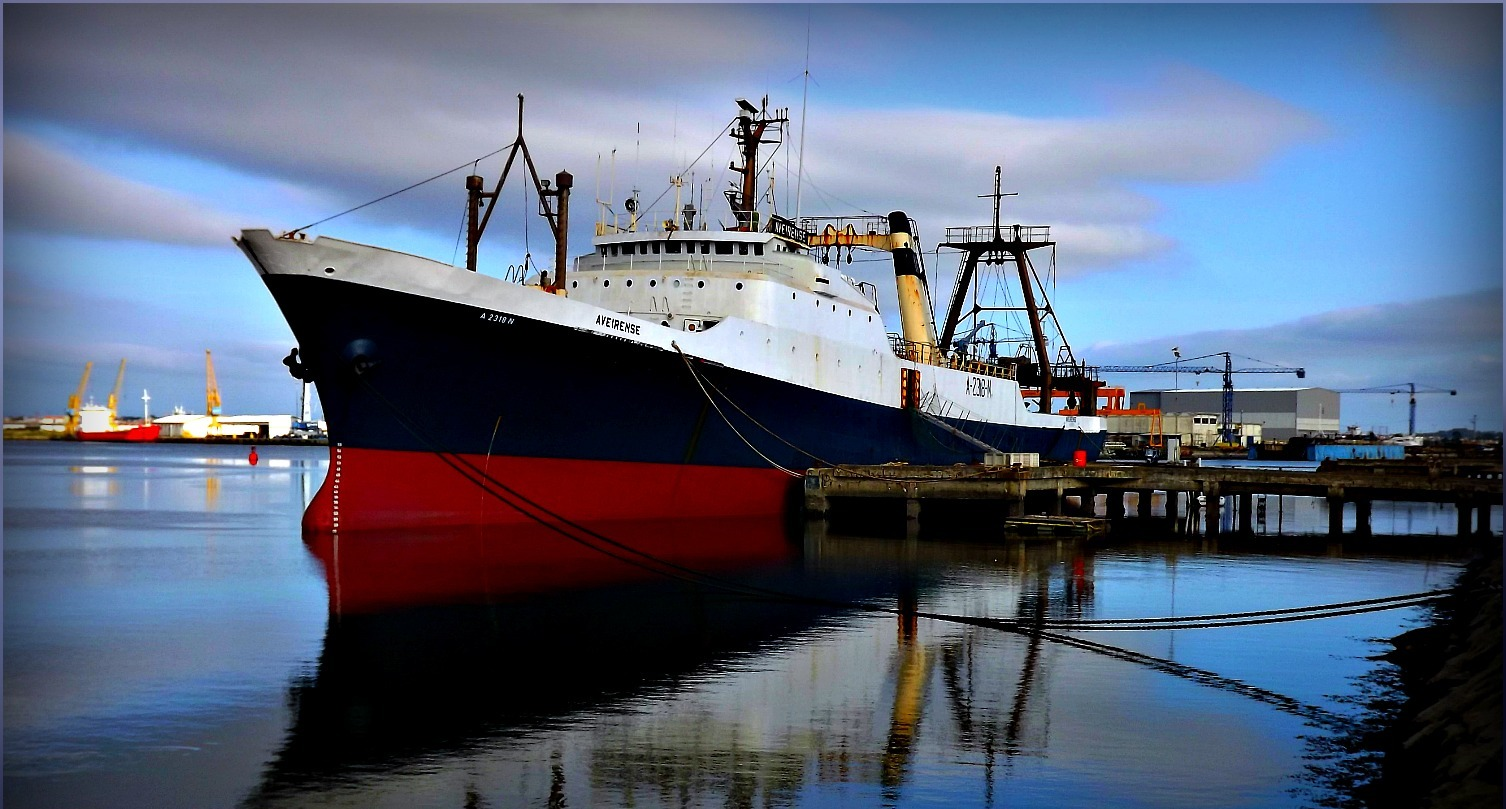
Der 1975 gebaute Trawler Aveirense

Die ab 1955 von der portugiesischen Regierung geförderte Erneuerung der Fischereiflotte führte auch in São Jacinto zu einer guten Auftragslage. Dabei führte die Werft weitere Neuerungen ein: Bei dem Seitentrawler João Ferreira und seinen Schwesterschiffen Neptune, Rio Alfusqueiro und Vimieiro, die sie für die Indústria Aveirense de Pesca baute, führte sie eine neue und effizientere Raumaufteilung ein und verwendete statt des bislang genutzten Gleichstroms nun Wechselstrom für die Beleuchtung. Wenige Jahre später wurde 1960 mit der Artevido der erste Hecktrawler des Landes gebaut. Auch für die Küstenfischerei wurde dieses Prinzip schnell übernommen und die Werft stellte rund 30 neue Hecktrawler her, von denen die „Vila do Conde“ aus dem Jahr 1977 den letzten dieser Serie bildete.

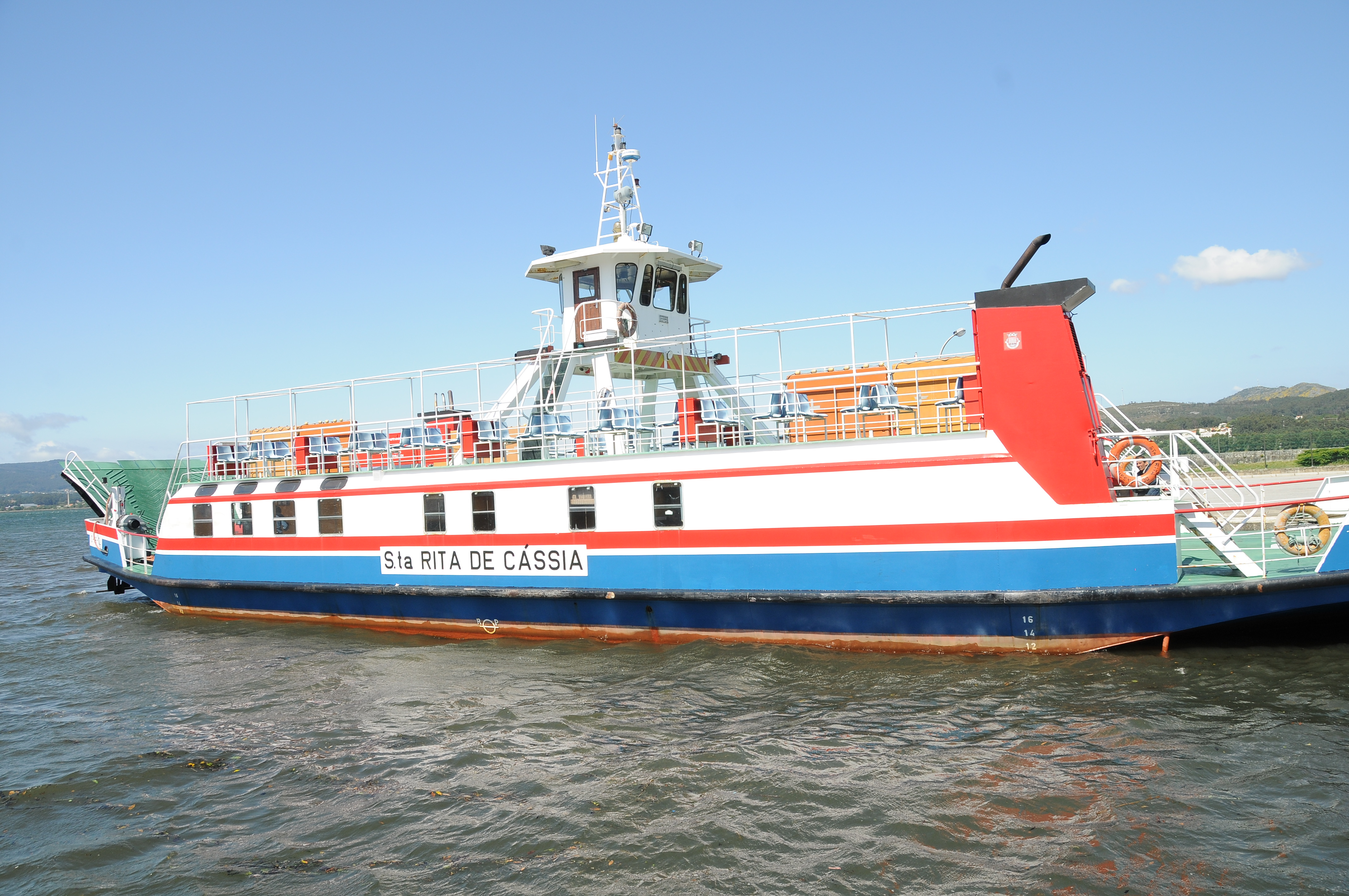
Die 1995 gebaute Fähre Sta. Rita de Cássia

Etwa Anfang der 1970er Jahre erweiterte die Werft ihr Portfolio um Schlepper. Mit der Verwendung von Kortdüsen und Verstellgetrieben in der Arad-Klasse gelang der Werft die Konstruktion eines Schleppers, der niedrige Produktions- und Betriebskosten und eine hohe Zugkraft aufwies. Von dieser Klasse stellte sie 18 Exemplare her, die auch in den Export gingen. Bereits früher hatte die Werft einzelne Tank- und Bunkerschiffe gebaut und erhielt auch Aufträge von der portugiesischen Marine, die Patrouillenboote bestellte. Nach Trawlern und Schleppern baute die Werft 1977 mit der Tunes ihr erstes Passagier- und Fährschiff. In den nächsten Jahren folgten zahlreiche weitere Fährschiffe für den Einsatz auf dem Tejo und anderen Flüssen, den Inselverkehr auf den Azoren wie für den Export. Allein Transtejo erteilte einen Auftrag über sechs Fähren, den sogenannten Cacilheiros.
Im Trawlerbau entwickelte die Werft in den 1980er Jahren die Heckfänger weiter, von den viele nach Norwegen in die Kleine Hochseefischerei exportiert wurden. Zu ihnen zählt etwa die 1987 für Arctic Seafood gebaute Sea Prawn. Diese Schiffe sind auch für den Einsatz am Polarkreis vorgesehen und dafür eisverstärkt, für den Krabbenfang und -verarbeitung ausgestattet und sind zum Teil bis heute im Einsatz.

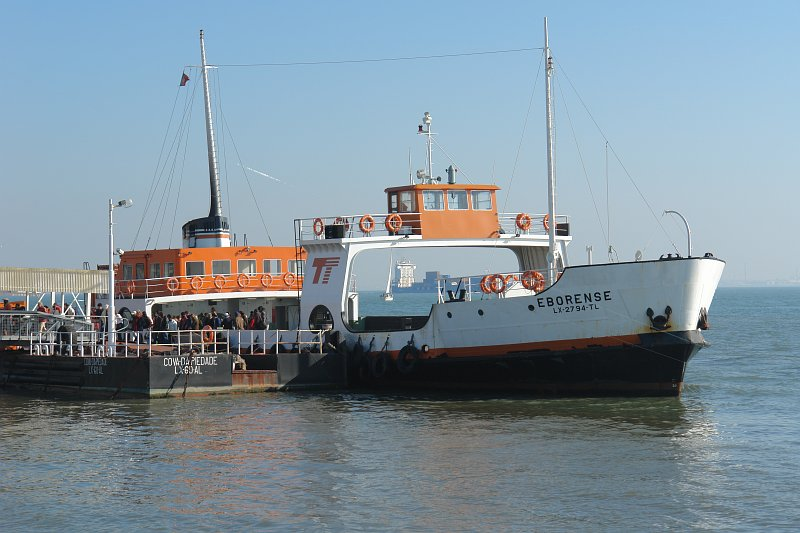
Die 1989 umgebaute Fähre Eborense

Die Gesamtheit des Portfolios und der Anzahl von Neubauten einschließlich der Neuerungen führten zu Folgeaufträgen und gleichzeitig zur Aufstockung der Mitarbeiterzahl von 150 auf einen Höchststand von über 600 Beschäftigten in den Jahren ab 1975 bis mindestens Anfang der 1980er Jahre. Gleichzeitig waren infolge der Auftragslage und Auslastung die Kapazitäten der Werft erschöpft. Erstmals musste sie Aufträge weitergeben. So gingen Schlepperneubauten als Unteraufträge an die Werft H. Parry & Son in Cacilhas – etwa die Dokhan und die Portel. Zugleich gab es erste Absichten und Planungen, die Werft auszubauen: Die Kapazitäten sollten verdoppelt werden und Schiffe von bis zu 6000 Tonnen gebaut werden können. Diese Pläne wurden jedoch nicht umgesetzt.

### Von Ausbauplänen zur Schließung
Über das Ende der Werft liegen nur bruchstückhafte Informationen vor: Nach Beitritt des Landes zur Europäischen Gemeinschaft und der Reduzierung der Fangquoten brachen Reparatur- und Neubauaufträge der heimischen Fischereiwirtschaft ein. Diese konnten auch durch Exporte von Trawlern – wie nach Norwegen – und durch Bauten von Fähren nicht aufgefangen werden. Gleichzeitig wuchs im Schiffbau der Druck durch die Konkurrenz asiatischer Werften und infolge dieser geänderten Rahmenbedingungen sowie von Misswirtschaft führten ausbleibende Aufträge zur Insolvenz und zur Schließung des Betriebes. Das Datum der Schließung liegt nicht vor; die letzten bekannten gebauten Schiffe wurden im Jahr 2007 ausgeliefert. Während ihres Bestehens hat die Werft 211 Schiffe gebaut. Die Gebäude der Werft sind noch nicht abgerissen, aber stark verfallen.

## Bauliste (Auswahl)
Eine Bauliste der Werft existiert bislang nicht in der Literatur – die aufgeführten Einträge enthalten eine Auswahl von Schiffsneubauten und Umbauten.
| Name                | Jahr         | Schiffstyp                     | Vermessung | Auftraggeber                                   | Anmerkungen |
| ------------------- | ------------ | ------------------------------ | ---------- | ---------------------------------------------- | --- |
| Praia da Costa Nova | 1945         | Fährschiff                     | unbekannt  | Empresa de Transportes da Ria de Aveiro (ETRA) | 16,8 Meter langes hölzerne Schnellfähre für 89 Fahrgäste; beförderte täglich rund 2000 Einwohner, Werftarbeiter und Luftwaffenangehörige zwischen Aveiro und São Jacinto; 1996 außer Dienst, seit 2013 Hafenrundfahrten.                                                                                           |
| Caramulo            | 1946         | Küstenmotorschiff              | 340 BRT    | Empresa Continental de Navegacão               | Erster eigentlicher Neubau der Werft; Haupteinsatz im portugiesischen Küstenverkehr, darüber hinaus Fahrten nach Marokko, Grönland und Neufundland sowie ins Mittelmeer; 1970 griech. Pioneer, 1979 zypr. Radino, Nach 1992 wahrscheinlich abgewrackt.                                                             |
| Nereus              | 1947         | Küstenmotorschiff              | 334 BRT    | Bagão, Nunes & Machado                         | Wie das Schwesterschiff Caramulo Einsatz im Küstenverkehr und Marokko; 1977 griech. Efii und Kalathos, im gleichen Jahr 120 Meilen südwestlich Port Sudan gesunken. |
| Dione               | 1951         | Küstenmotorschiff              | 746 BRT    | Empresa Continental de Navegacão;              | Einsatz im Küstenverkehr und Nordafrika, Mittelmeer bis nach Neufundland; zuletzt Postbeförderung zwischen Leixões und den Azoren sowie Madeira; 1988 in Lissabon abgewrackt; |
| Rui Alberto         | 1951 (Umbau) | Trawler                        | 474 BRT    | Empresa de Navegação Ribamar                   | Erste Schiffsverlängerung der Werft, der frühere Trawler war 1947 zum Frachtschiff umgebaut worden und nun verlängert; 1947 Ankauf durch Ribamar; bis zur Strandung 1954 in Marokkos Küstenverkehr im Einsatz. |
| Shell Nautilus      | 1953         | Bunkerschiff                   | 49 BRT     | Shell Portugal                                 | Bunkerschiff von Shell Portugal (IMO-Nr. 5322312); ab 1953 im Hafen Lissabon im Einsatz; umbenannt in Sadino; 2017 außer Dienst; Verbleib unklar; |
| João Ferreira       | 1956         | Trawler                        | 545 BRT    | Indústria Aveirense de Pesca                   | Schwesterschiff der weiteren Neubauten Neptune, Rio Alfusqueiro und Vimieiro; Einsatz im Kabeljaufang, außer Dienst 1994 und abgewrackt; |
| Atrevido            | 1960         | Trawler                        | 172 BRT    | Pescarias Beira Litoral                        | Erster Hecktrawler Portugals für den Einsatz in der Küstenfischerei (IMO-Nr. 5030165); Verbleib unklar; |
| O Arbiru            | 1962         | Küstenmotorschiff              | 486 BRT    | Serviços de Transportes Marítimos              | Verband ab 1963 in Portugiesisch-Timor die Kolonialhauptstadt Dili mit den Küstenorten sowie Singapur und anderen Nachbarländern für Waren- und Personentransport. 1973 im Sturm gesunken. |
| Madeirense (2)      | 1962         | Frachtschiff                   | 1214 BRT   | Empresa de Transportes do Funchal              | zweiwöchentliche Obsttransporte von Madeira nach Portugal; 1989 an Porto Santo Line und Umbau für 120 statt 12 Passagiere, 2000 als künstliches Riff versenkt. |
| Santa Isabel        | 1965         | Trawler                        | 2056 BRT   | Empresa de Pesca de Aveiro                     | Früher port. Hecktrawler der Hochseefischerei für Einsatz vor Neufundland (IMO-Nr. 6511623), 1971 durch Kollision zerstört; |
| Lutador             | 1967         | Trawler                        | 1665 BRT   | Empresa de Pesca Lavadores                     | Hecktrawler der Hochseefischerei für Einsatz vor Neufundland (IMO-Nr. 6711390); 2018 noch in Fahrt; |
| P1148 Dom Aleixo    | 1967         | Patrouillenboot                | 63 Tonnen  | Portugiesische Marine                          | Patrouillenboot für den Küstenwache; 1998 ausgemustert. |
| P1149 Dom Jeremias  | 1968         | Patrouillenboot                | 63 Tonnen  | Portugiesische Marine                          | Patrouillenboot für den Küstenwache; 1998 ausgemustert. |
| Carlos Roeder       | 1968         | Trawler                        | 180 BRT    | ?                                              | Hecktrawler für Küstenfischerei (IMO-Nr. 6900276); weiteres unklar; |
| Funchalense (3)     | 1968         | Frachtschiff                   | 1290 BRT   | Empresa de Navegação Madeirense                | Neubau der Reederei und Schwesterschiff der Madeirense (2) für den Linientransport von Stückgut, Obst und Passagieren zwischen Portugal und Madeira. 1989 nach Cap Verde verkauft und als Jenny 2009 abgewrackt.                                                                                                   |
| Melina              | 1970         | Bunkerschiff / Produktentanker | 534 BRT    | Shell Portugal                                 | Bunkerschiff/Produktentanker; von Shell Portugal (IMO-Nr. 7010896); ab 1970 im Hafen Lissabon im Einsatz; spätere Namen Galp Rio (bis 2011) und Baia für Enacol, Cap Verde. |
| Capitão Pisco       | 1970         | Trawler                        | 180 BRT    | Testa & Cunhas                                 | Hecktrawler für Küstenfischerei; 1986 in Figueira gestrandet; |
| Corroios            | 1970         | Schlepper                      | 205 BRT    | Lisnave                                        | Früher Schlepper der Werft, auch zur Brandbekämpfung ausgerüstet (IMI 7037246); Einsatz in Lissabon für Lisnave (1970–2000), anschl. für Lisbontugs (2000–2005), für Svitzer Lisboa (2005–2007), ab 2007 für Epinosul; 2011 in Luanda/Angola im Einsatz.                                                           |
| Brites              | 1971         | Trawler                        | 1951 BRT   | Brites, Vaz & Irmãos                           | Hochseetrawler für Einsatz auf der Neufundlandbank (IMO-Nr. 7107431); 1997 von der Empresa de Pesca João Vilarinho übernommen; 2018 in Fahrt; |
| Coimbra             | 1972         | Trawler                        | 1951 BRT   | Empresa de Pesca de São Jacinto                | Hochseetrawler für Einsatz auf der Neufundlandbank (IMO-Nr. 7228091); unklar, ob noch in Fahrt. |
| Aveirense           | 1974         | Trawler                        | 1990 BRT   | Empresa de Pesca Lavadores                     | Hecktrawler der Hochseefischerei für Einsatz vor Neufundland (IMO-Nr. 7362823); 2019 in Fahrt; |
| Mitrena             | 1975         | Schlepper                      | 258 BRT    | Lisnave                                        | IMO 7385083; Werftschlepper bei Lisnave in Setúbal, 1989 Einsatz bei Reboques e Assistência Naval S.A. (REBONAVE), Setubal; Verbleib unklar; |
| Arad                | 1976         | Schlepper                      | 258 BRT    | Arab Shipbuilding and Repair Yard, Bahrain     | Erster von 6 Schleppern der Arad-Klasse für Bahrain, Verwendung von Kort-Düsen; ausgerüstet auch für Brand- und Schadstoffbekämpfung und als Bergungsschlepper; Schwesterschiffe El Azil, Sawad, Al Qalaa, Dokhan und Ryya Noon. Weitere 8 Bauten für Lisnave, 2 für Soponata und 2 für Setenave.                  |
| Tunes               | 1977         | Fährschiff                     | 893 BRT    | Caminhos de Ferro Portugueses                  | Zusammen mit dem Schwesterschiff Pinhal Novo erstes Passagierschiff der Werft; 1979 ausgeliefert; 1994 an Soflusa – Soc. Fluvial de Transportes; 2004 stillgelegt, 2005 unter panam. Flagge nach Angola verkauft als Kwanza Tours II, 2006 Espresso dos Bijagós auf der Strecke Bissau – Bubaque, Verbleib unklar. |
| Vila do Conde       | 1977         | Trawler                        | 1992 BRT   | Tavares, Mascarenhas, Neves & amp              | Hecktrawler der Hochseefischerei (IMO-Nr. 7385071). 1998 abgewrackt. |
| Pinhal Novo         | 1979         | Fährschiff                     | 893 BRT    | Caminhos de Ferro Portugueses                  | Zweiter Passagierschiff-Neubau der Werft; Schwesterschiff der Tunes; Einsatz als Tejo-Fähre, 2006 verkauft und umgebaut, seit 2007 Ausflugs- und Restaurantschiff in Lissabon; |
| Principe da Beira   | 1981         | Fährschiff                     | 313 BRT    | Veltagus-Companhia de Navios Charter Lda       | bis 2015 als Montes Claros Fähre auf dem Tejo, seitdem Hafenrundfahrten in Lissabon (IMO-Nr. 7813236). |
| Cruzeiro do Canal   | 1987         | Fährschiff                     | 227 BRT    | Região Autónoma dos Açores                     | Die Fähre der Atlânticoline verkehrt auf den Azoren zwischen den Inseln Pico, Faial und São Jorge. |
| Sea Prawn           | 1987         | Trawler                        | 345 BRT    | Arctic Seafood, Tromsø                         | Sea Prawn, Verkauf 1990: Otrøying, Verkauf 1993: Oscar Sund, 2006: Meredian, 2019 in Fahrt. |
| Eborense            | 1989 (Umbau) | Fährschiff                     | 460 BRT    | TT-Transtejo Transportes                       | 1953 bei Estaleiros Navais de Viana do Castelo gebaut für Einsatz auf dem Tejo bei Lissabon (IMO-Nr. 8966767); 1983 aufgelegt; 1989 umgebaut in Aveiro, 1991 neu motorisiert; |
| Rio Agueda          | 1993         | Trawler                        | 172 BRZ    | ?                                              | IMO-Nr. 9034262, Rio Agueda; 2016 nach Senegal verkauft: Senefand Uno, 2017 vor Senegal gesunken. |
| Sta. Rita de Cássia | 1995         | Fähre                          | 184 BRZ    | Gemeinde Caminha                               | IMO-Nr. 8611300; verbindet auf dem Río Miño ganzjährig den galicischen Küstenort A Guarda mit Caminha in Portugal; 2019 in Fahrt. |
| Sao Jacinto 169     | 1996         | Passagierschiff                | 217 BRT    | ?                                              | IMO-Nr. 8811235; weiteres unklar. |
| Odd Lundberg        | 2000         | Trawler                        | 599 BRZ    | Odd Lundberg, Gratangen, Harstad               | Odd Lundberg, 2003 vergrößert auf 768 BRZ, 2015 Verkauf nach Sierra Leone: Gromoboy, 2016 Übergabe nach Russland, 2019 in Fahrt. |
| Skår Senior I       | 2002         | Trawler                        | 1119 BRZ   | Skår Senior, Nerlandsøy, Ålesund               | Skår Senior I, 2003: Skår Senior, 2008 Vergrößerung auf 1195 BRZ, 2011: Havstål, 2015: Odd Lundberg, 2018: Morten Einar, 2019 in Fahrt. |
| Rosenborg           | 2007         | Trawler                        | 383 BRZ    | Hansson Fiskeriselskap, Åfjord, Trondheim      | Rosenborg, 2008: Radek, 2013 verlängert, Neuvermessung 549 BRZ, 2015 Radek Senior, 2015 Übergabe nach Kamerun Jorge R, 2019 in Fahrt. |